# Asyncoryne ryniensis
Asyncoryne ryniensis är en nässeldjursart som beskrevs av Warren 1908. Asyncoryne ryniensis ingår i släktet Asyncoryne och familjen Asyncorynidae. Inga underarter finns listade i Catalogue of Life.